# Ezero
Ezero (bulgariska: Езеро) är ett distrikt i Bulgarien.   Det ligger i kommunen Obsjtina Nova Zagora och regionen Sliven, i den centrala delen av landet, 220 km öster om huvudstaden Sofia.
Trakten runt Ezero består till största delen av jordbruksmark. Runt Ezero är det ganska glesbefolkat, med 48 invånare per kvadratkilometer.